# Tennis in the Land 2025
Tennis in the Land 2025  este un turneu profesionist de tenis feminin care se dispută pe terenuri hard în aer liber, pe Topnotch Stadium, un stadion temporar specific tenisului construit în The Flats din Cleveland, Ohio. Este cea de-a cincea ediție a turneului și face parte din categoria WTA 250 a circuitului WTA 2025.

## Campioni

### Simplu
Pentru mai multe informații consultați Tennis in the Land 2025 – Simplu

### Dublu
Pentru mai multe informații consultați Tennis in the Land 2025 – Dublu

## Puncte și premii în bani

### Distribuția punctelor
| Probă  | Câștigător | Finalist | Semifinalist | Sfertfinalist | Runda 2 | Runda 1 | Q   | Q2  | Q1  |
| Simplu | 250        | 163      | 98           | 54            | 30      | 1       | 18  | 12  | 1   |
| Dublu  | 250        | 163      | 98           | 54            | 1       | N/A     | N/A | N/A | N/A |

### Premii în bani
| Probă           | Câștigător | Finalist | Semifinalist | Sfertfinalist | R16     | R32     | Q2      | Q1      |
| Simplu feminin  | 36.300 $   | 21.484 $ | 11.970 $     | 6.820 $       | 4.470 $ | 3.110 $ | 2.545 $ | 1.925 $ |
| Dublu feminin * | 13.200 $   | 7.430 $  | 4.260 $      | 2.540 $       | 1.960 $ | N/A     | N/A     | N/A     |

*per echipă